# Iván Loscher
Iván Loscher (Caracas, 24 de enero de 1946 ibídem, 22 de febrero de 2017) fue un actor de doblaje, locutor radial y comercial venezolano, además de escritor de opinión y filosofía. Fue reconocido por sus años de trayectoria en el Circuito Éxitos de Unión Radio, así como de importantes marcas comerciales.

## Carrera
A los 13 años ya estaba convencido de que quería estar en un estudio de radio. Graduado en Filosofía en la Universidad Central de Venezuela (UCV). Loscher inició su carrera radial a los 21 años de edad. El locutor dijo en una entrevista que antes de hacer radio comenzó su vida de independiente como ayudante de mecánico y vendedor de quesos, manejando un camión.
Publicó siete obras literarias de su autoría, además, también escribió para varios periódicos, revistas y columnas humorísticas. Entre los libros escritos por Loscher se destacan La venganza de la momia azteca, Ella era tan bella que levantaba sospechas, El hombre devastado, Todas son de izquierda y Alternativas a la imposibilidad de sembrar el petróleo, que coescribió junto con Juan Pablo Pérez Alfonzo, uno de los padres de la OPEP.
Obtuvo el título de locutor en 1968, aunque antes se graduó de filósofo, y al año siguiente comenzó a trabajar en Radio Capital donde se destacó con su afición al Rock And Roll. Su primera oportunidad se la dio Oswaldo Yépez, quien era director de Radio Capital, emisora donde Loscher hizo la diferencia, ya que en el ámbito radioeléctrico solo se escuchaban nombres de locutores venezolanos como Eduardo Morel y Clemente Vargas.
La carrera de Loscher comenzó en plena época de la contracultura. Su norte era elevar el rock a una expresión existencial, aseguraba, siendo un disc-jockey que contribuyó a moldear el gusto musical de varias generaciones de venezolanos.
Con casi media década a sus espaldas como profesional, Loscher trabajó colocando a los mejores exponentes de un género con «consideraciones vanguardistas» durante dos horas, en la que fue su casa por más de 24 años, Circuito Éxitos. Fue conductor de icónicos programas como Por todos estos años, Scratch, Salsa en las rocas junto a César Miguel Rondón, Iván y Polo junto a Polo Troconis, entre otros tantos que le hicieron un locutor culto. Al momento de su muerte, tenía programas en Radio Tiempo Network (Colombia), Actualidad Radio (Miami), Pop Radio 101.5 (Argentina), Radio Mágica y Americatel (Perú).
Entre sus trabajos se destacan por ser uno de los voice over insignia del Banco Mercantil, Banco Santander, Universidad Santo Tomás (Chile), Lan Ecuador, RPC Network (Panamá), Radium  91.3 FM (Chile), Tiendas Jumbo (República Dominicana), HBO Ole y HBO (donde fue voz desde 1991 y fue su primer trabajo internacional), Chilevisión (Chile) y C5N (de Argentina en 2010). Fue voz para más de 20.000 anuncios publicitarios en el país y en varios países de habla hispana.
La carrera del locutor no solo se limitó a los voice overs o a las cuñas publicitarias, sino que también participó en algunas producciones televisivas aunque no eran parte de su preferencia personal, ya que de acuerdo a diferentes entrevistas ofrecidas a lo largo de su carrera admitió que su pasión estaba en la radio.

## Vida personal
Nacido en Caracas, es hijo de padre holandés y madre árabe, quienes nunca contrajeron matrimonio. Tuvo 15 hermanos, preciso el locutor. Estuvo casado por tres años con una mujer de nacionalidad húngara. Años después, contrajo matrimonio nuevamente y tuvo dos hijos.

### Salud y fallecimiento
El 19 de noviembre de 2015, se informó que luego de superar tres accidentes cerebrovasculares, Loscher fue trasladado a La Habana, Cuba, para someterse a tratamiento médico por 2 meses, y que desde el año 2014 no tiene actividad en redes sociales.
El miércoles por la mañana del 22 de febrero de 2017, falleció a los 71 años Iván Loscher, aunque las razones de su fallecimiento no se supieron. La información se hizo pública tras ser informado por su colega César Miguel Rondón en su cuenta Twitter.

## Trabajos

### Radio
- Radio Capital (Venezuela)
- Circuito Unión Radio (Venezuela)
- Circuito éxitos (Venezuela)
- Radio Tiempo Network (Colombia)
- Actualidad Radio (Miami)
- Pop Radio 101.5 (Argentina)
- Radio Sophia 99.5 FM (Salta, Argentina)
- Radio Mágica (Perú)
- Radio Zero (Chile)
- FM Plus (Chile)
- Radio Punto 9 (Chile)
- AM Libre 1410 (Uruguay)
- Digital 91.9 (Río Cuarto, Argentina)

### Televisión
- HBO (Latinoamérica)
- Omnivisión (Venezuela)
- TV Libre (Uruguay)